# Tiefurter Brücke

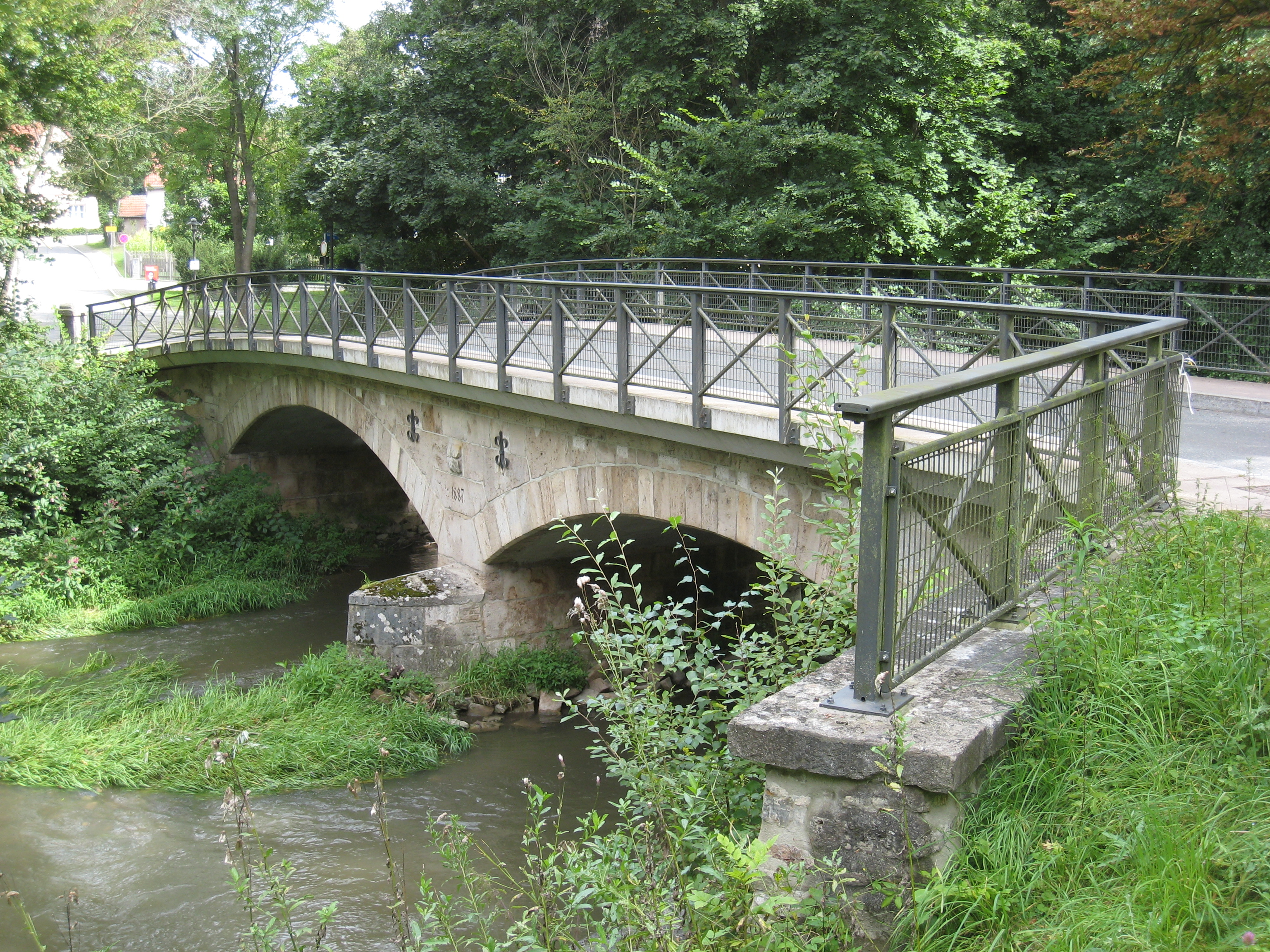
Tiefurter Brücke

Die Tiefurter Brücke überquert in dem Weimarer Stadtteil Tiefurt die Ilm. Seit wann genau an dieser Stelle ein Übergang über die Ilm besteht ist unklar. Die Autorin Hannelore Henze geht davon aus, dass der Zugang schon seit den frühesten Zeiten bestanden hat. Die heutige Brücke in der Robert-Blum-Straße ist eine steinerne Zweibogenbrücke aus Travertin, errichtet 1887. Die angefügte ältere Ufermauer besteht aus „Muschelkalkbruchsteinen mit Abdeckplatten der Cycloidesbank“. Unweit hiervon befinden sich die Pfeiler für das Eingangstor des Tiefurter Parks.
Die Tiefurter Brücke steht auf der Liste der Kulturdenkmale in Tiefurt als eingetragenes Denkmal im Freistaat Thüringen.